# Syzygium dispansum
Syzygium dispansum là một loài thực vật có hoa trong Họ Đào kim nương. Loài này được (Ridl.) Craven & Biffin mô tả khoa học đầu tiên năm 2006.